# Xyroptila kuranda
Xyroptila kuranda là một loài bướm đêm thuộc họ Pterophoridae. Nó được tìm thấy ở miền nam Sulawesi và Úc.